# Ozenay
Ozenay is een gemeente in het Franse departement Saône-et-Loire (regio Bourgogne-Franche-Comté) en telt 235 inwoners (2013). De plaats maakt deel uit van het arrondissement Mâcon.

## Geografie
De oppervlakte van Ozenay bedraagt 13,6 km², de bevolkingsdichtheid is 18 inwoners per km².
De onderstaande kaart toont de ligging van Ozenay met de belangrijkste infrastructuur en aangrenzende gemeenten.

## Demografie
Onderstaande figuur toont het verloop van het inwonertal (bron: INSEE-tellingen).

## Bezienswaardigheden
- de romaanse kerk Saint-Gervais-et-Saint-Protais dateert uit het einde van de twaalfde eeuw. Ze werd opgenomen in de lijst van monuments historiques in 1931.
- het kasteel van Ozenay werd gebouwd tussen de 15e en de 17e eeuw. In 1997 werd het geklasseerd als monument historique. In 2005 werden ook het park, de tuinen en de vierkante duiventil monument historique.

## Foto's

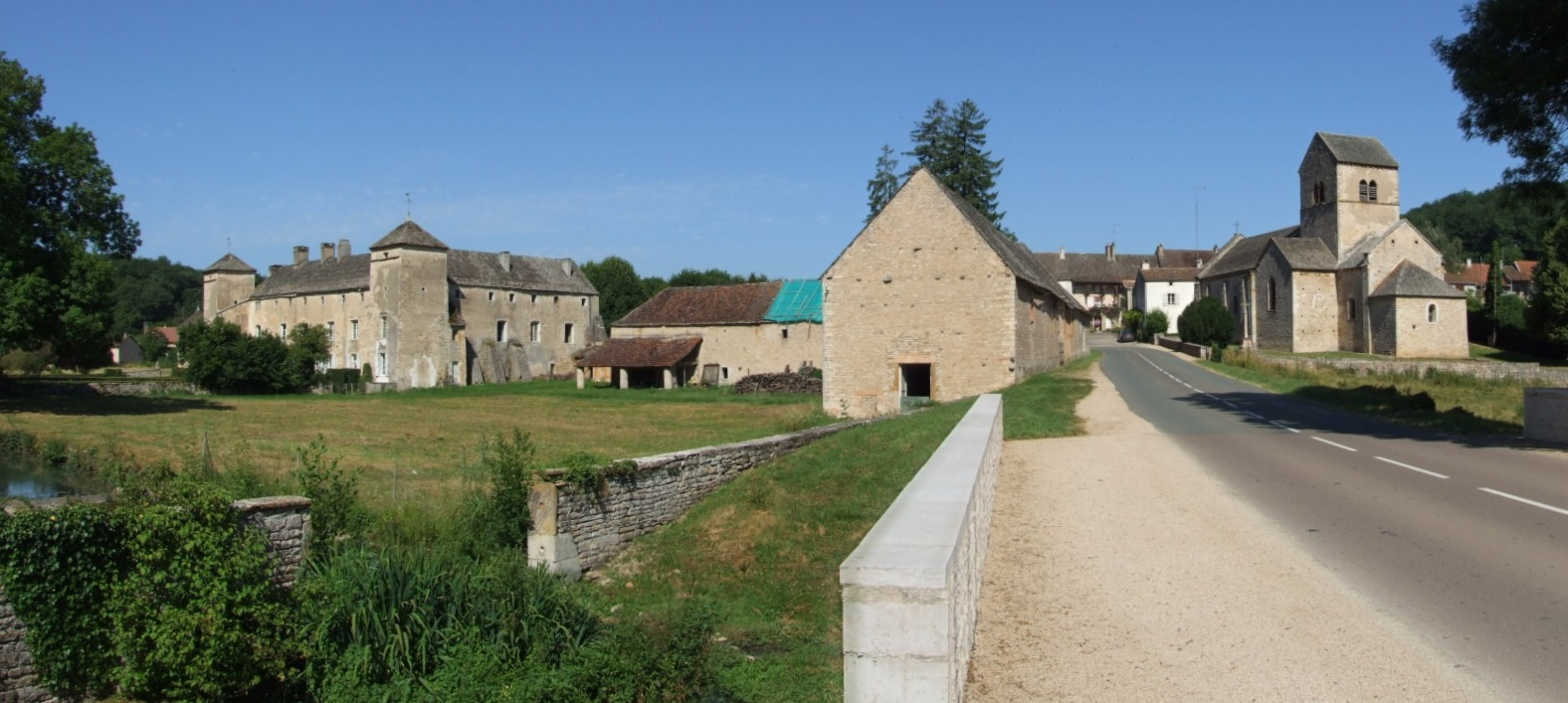
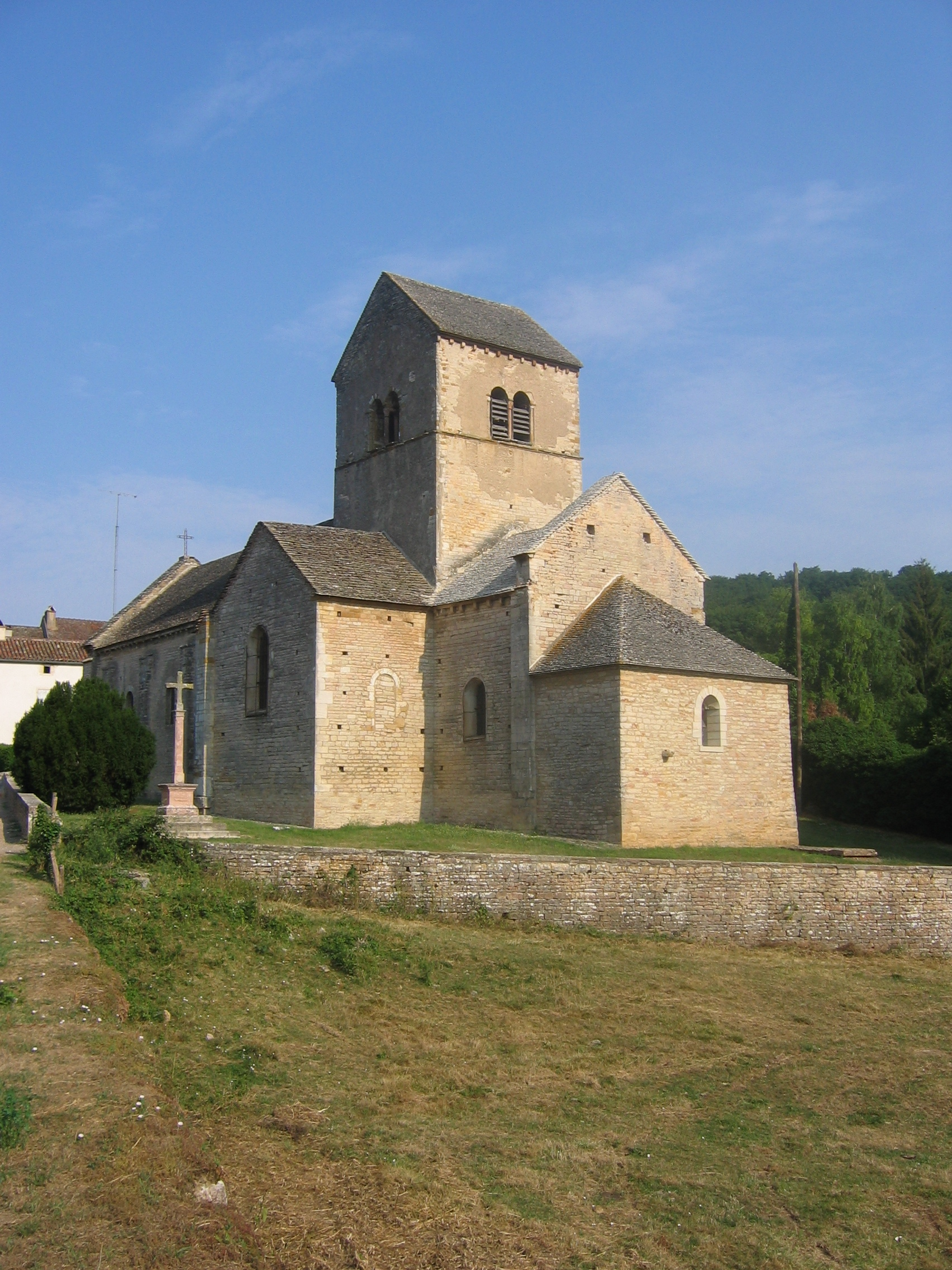
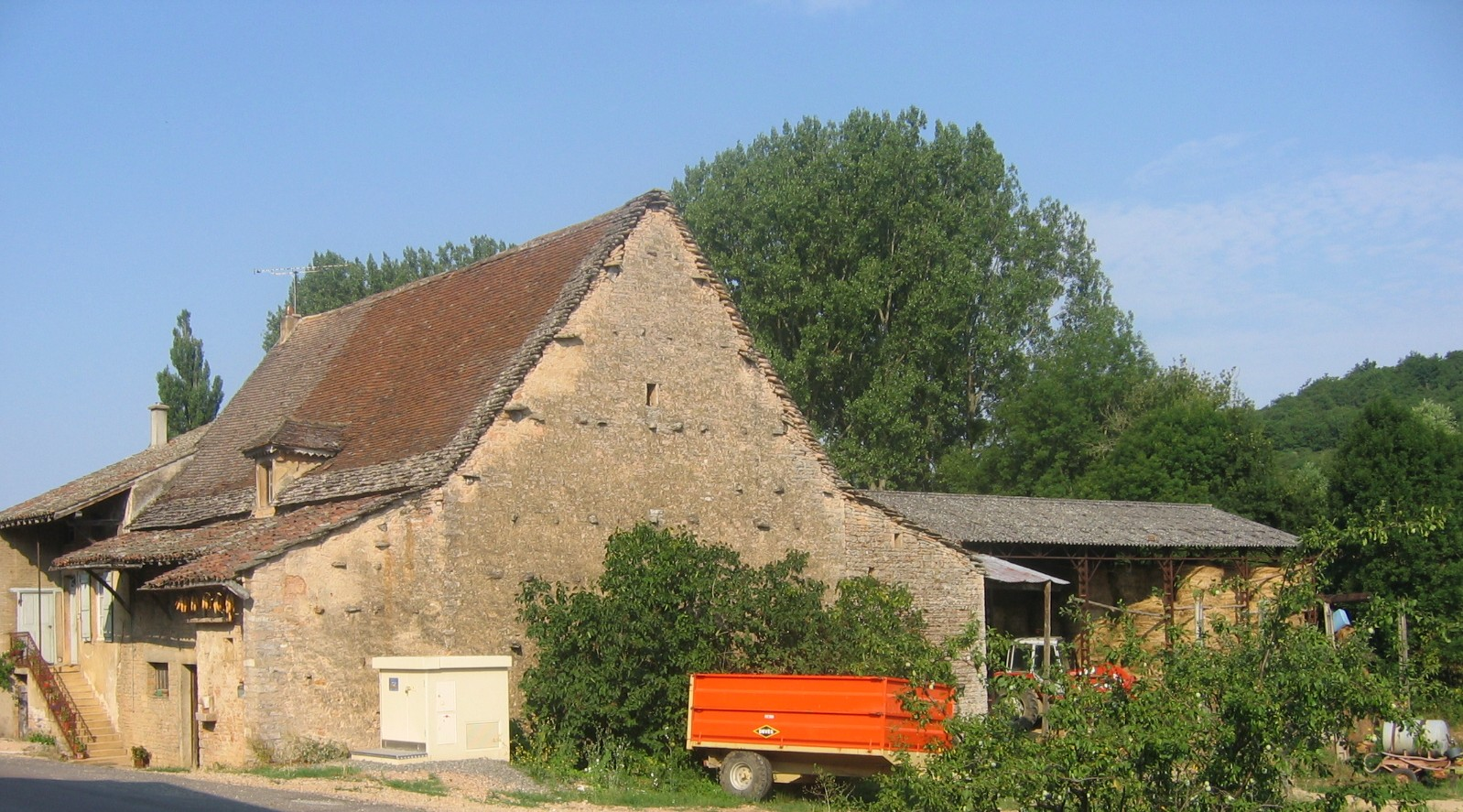
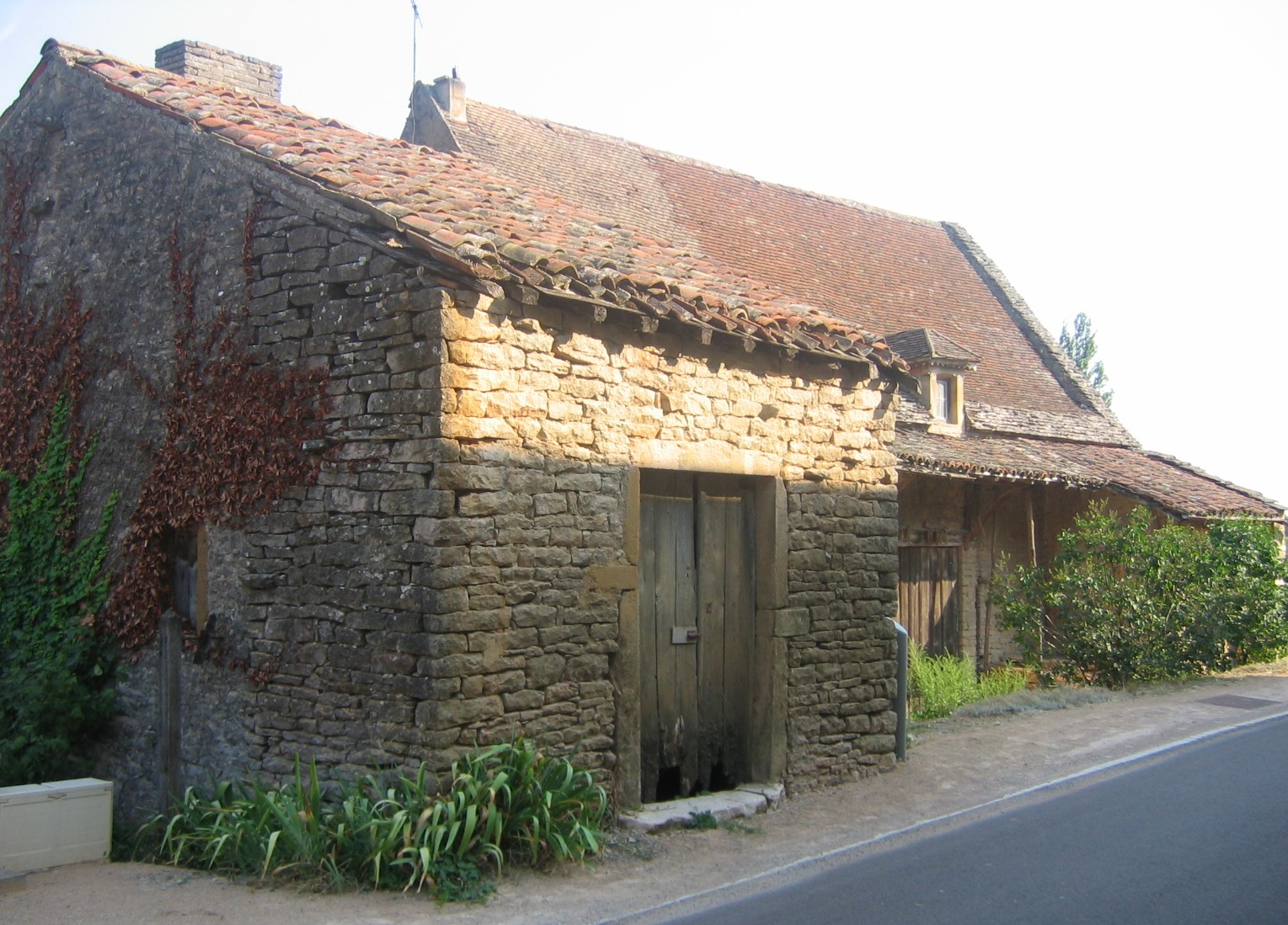